# 伊東宏晃
伊東 宏晃（いとう ひろあき、1965年9月2日 - ）は、日本の実業家。元エイベックス・マネジメント社長。福岡県生まれ

## 来歴
小郡市出身。駒澤大学高等学校、駒澤大学卒業。
五人兄妹の真ん中で上に兄と姉、下には妹と弟がいる。幼少時代から父親の転勤が多く、福岡と東京を何度か転校し、中学3年生の2学期に東京へ、杉並の中学へ。高校では野球部、途中からバンド活動も行う。大学ではずっとバンド活動。卒業後は、洋服のバイヤー、企画、など担当。
1994年01月  クリエイティブマックスに転職。trfやhitomiの仕事を経て、小室哲哉のマネージャーに就任。アメリカ移住も含め約3年、小室とともに併走。しかし、1997年7月にエイベックスと小室が対立し、上司である千葉龍平氏は伊東に帰国を命じる。この際、全く理由を聞かされていない伊東に対し千葉は「俺と小室のどちらを取るのか今すぐ決めろ」と迫ったという。
帰国後、エイベックスの作家マネジメント創設の指揮を執り、エイベックスのクリエイティブの根幹を構築。
tearbridge productionを設立し、数々のクリエイターの発掘、育成、ヒットコンテンツを創出。
2004年09月　エイベックス（現:エイベックス・グループ・ホールディングス）取締役に就任し、その後エイベックス・エンタテインメント執行役員などを歴任。
2013年10月　エイベックス・マネジメント代表取締役社長に就任。
エイベックス・エンタテインメント執行役員プラットフォーム事業本部本部長 、エイベックス・エンタテインメントtearbridge production取締役。tearbridge production株式会社を独立させる。
2021ワタナベエンターテインメントにて役員として活動中

## 略歴
- 1994年01月 (株)クリエイティブマックス入社
- 1995年08月 (株)ホワイト・アトラス（現:エイベックス・プランニング&デベロップメント(株)）入社
- 1999年07月 (株)アクシヴ（現:エイベックス・プランニング&デベロップメント(株)）取締役 マネジメント事業部長
- 2004年09月 エイベックス(株)（現:エイベックス・グループ・ホールディングス株式会社）取締役
- 2005年04月 エイベックス・エンタテインメント(株)取締役 tearbridge production部長
- 2010年04月 エイベックス・エンタテインメント(株)取締役執行役員 音楽事業本部 tearbridge production部長[7]
- 2010年05月 エイベックス・マネジメント(株)取締役執行役員 クリエイティヴ本部長
- 2011年12月 同社 取締役執行役員 第6カンパニー カンパニー長
- 2012年05月 同社 取締役執行役員 伊東カンパニー カンパニー長
- 2013年10月 エイベックス・マネジメント(株)代表取締役社長[8][9][10][11]
- 2019年 7月 tearbridge production (株) 代表取締役社長
- 2021年11月 ワタナベエンターテインメント 取締役執行役員